# Vincetoxicum cuspidatum
Vincetoxicum cuspidatum är en oleanderväxtart som först beskrevs av Alexander Zippelius och Joseph Decaisne, och fick sitt nu gällande namn av Carl Ernst Otto Kuntze. Vincetoxicum cuspidatum ingår i släktet tulkörter, och familjen oleanderväxter. Inga underarter finns listade i Catalogue of Life.